# E·K·G
E·K·G – czwarty studyjny album Edyty Górniak, wydany 12 października 2007 roku. W lipcu 2008 roku na festiwalu TOPtrendy wokalistka zajęła 5. miejsce w rankingu najlepiej sprzedających się płyt roku 2007 dzięki płycie E·K·G.
Edyta Górniak zadebiutowała na albumie jako autorka tekstów. Albumowi towarzyszyła kilkudziesięciostronicowa książeczka z tekstami piosenek, ilustrowana materiałem fotograficznym ukazującym ją w obiektywie Tomasza Drzewińskiego. 
Album uzyskał status platynowej płyty. Album okazał się 14. bestsellerem roku oraz zajął 7. miejsce wśród albumów polskich wykonawców. 

## Lista utworów
Opracowano na podstawie materiału źródłowego.
1. Dziękuję ci – 4:40
Muzyka/Słowa – David Eriksen, Jorun Stiansen, Sigurd Heimdal Roesnes, Tom Nichols, Ryszard Kunce
2. Cygańskie serce – 3:43
Muzyka/Słowa – Anders Barren, Jany Schella, Jeanette Olsson, Edyta Górniak
3. To, co najlepsze – 4:05
Muzyka/Słowa – Jeanette Olsson, Niklas Bergvall, Niclas Kings, Reni Jusis
4. Loving You – 4:25
Muzyka/Słowa – Brian Allan
5. Nie wierzyć nie mam sił – 3:59
Muzyka/Słowa – Sherena Dugani, Tim Kellett, Ryszard Kunce
6. Aleja gwiazd – 4:11
Muzyka/Słowa – Marek Dutkiewicz, Romuald Lipko
7. Love Is a Lonely Game – 3:52
Muzyka/Słowa – Steve Chrisantho, Tim Woodcock
8. Another Love Song – 3:48
Muzyka/Słowa – Mark Evans, Tim Kellett
9. Błękit myśli – 4:22
Muzyka/Słowa – Andreas Woolbeck, Klaus Derendorf, Mattias Lindblom, Tom Nichols, Edyta Górniak
10. List – 4:28
Muzyka/Słowa – Sam Watters, Edyta Górniak
11. Ready 4 Love – 5:19
Muzyka/Słowa – Blue Miller, India.Arie

## Single
- Loving You – pierwszy singiel promujący E·K·G
- List – drugi singiel z albumy, reżyseria teledysku - Mirosław Kuba Brożek
- Dziękuję ci – trzeci i zarazem ostatni utwór promujący album

## Twórcy
- Edyta Górniak - śpiew, chórki (1-2, 7-9)
- Anna Karwan - chórki (4)
- Dariusz Krupa - aranżacja, produkcja, mix (1-10), gitary: akustyczna (1-2, 4-5, 7, 9), elektryczna (1-2, 4-6), klasyczna (2, 11), programowanie perkusji (1, 4-6, 8-10), programowanie basu (4, 6, 9-10), instrumenty klawiszowe (1-2, 4-6, 8-10), nagrania (1, 3, 5-6, 8-10)
- Grzegorz Grzyb - perkusja (7)
- Janusz Szrom - beatboxing (8), chórki (1, 7)
- Kalina Kasprzak - chórki (1, 7)
- Katarzyna Kubicka - koordynator projektu
- Magda Miton - chórki (4)
- Marcin Masecki - pianino (1, 4, 9-11), pianino elektryczne (7), bas analogowy (8), instrumenty klawiszowe (5, 8)
- Mirosław Wiśniewski - gitara basowa (1-2, 5-7, 9)
- Orkiestra Polskiego Radia w Warszawie - orkiestra (2)
- Piotr Wrombel - instrumenty klawiszowe (3, 8)
- Robert Docew - instrumenty klawiszowe (2), programowanie (2, 4), programowanie basu (2), aranżacje (2, 4), produkcja (2, 4), nagrania (1, 5, 7)
- Robert Kijak - producent wydawnictwa
- Sławek Berny - perkusja (2)
- Tomasz Drzewiński - zdjęcia
- Ryszard Szmit - inżynier dźwięku (1-2, 4-6, 8-10), mix (11)
- Warmińsko-Mazurska Filharmonia im. Feliksa Nowowiejskiego w Olsztynie - orkiestra (1, 9-10)
- Warsaw Symphony Orchestra - orkiestra (4)
- Wojciech Gogolewski - aranżacja orkiestry/konduktor (1, 4, 9-10)
- Work-Room - kierownictwo artystyczne, projektowanie
- Zygmunt Kulka - aranżacja orkiestry/konduktor (2)